# Tennis de table aux Jeux méditerranéens de 2018
Navigation
Mersin 2013 Oran 2022
Les épreuves de tennis de table des Jeux méditerranéens de 2018 ont lieu à Tarragone, en Espagne, du 26 au 30 juin 2018.
Quatre épreuves sont disputées : le simple messieurs, l'épreuve par équipes messieurs, le simple dames et l'épreuve par équipes dames.

## Podiums
| Épreuves    | Or                                               | Argent                                               | Bronze                                                  |
| ----------- | ------------------------------------------------ | ---------------------------------------------------- | ------------------------------------------------------- |
| Hommes      |                                                  |                                                      |                                                         |
| Simple      | Darko Jorgić (SVN)                               | Jesus Cantero Juncal (ESP)                           | Ibrahim Gunduz (TUR)                                    |
| Par équipes | Slovénie Darko Jorgić Deni Kožul Bojan Tokič     | France Alexandre Robinot Joé Seyfried Léo De Nodrest | Portugal André Silva Diogo Carvalho Diogo Chen          |
| Femmes      |                                                  |                                                      |                                                         |
| Simple      | Dina Meshref (EGY)                               | Xiaoxin Yang (MON)                                   | Galia Dvorak (ESP)                                      |
| Par équipes | Espagne Galia Dvorak María Xiao Sofia Xuan Zhang | Turquie Sibel Altinkaya Ozge Yilmaz Gulpembe Ozkaya  | France Stéphanie Loeuillette Audrey Zarif Laura Gasnier |